# Christian Mayer (skidåkare)
Christian Mayer, född den 10 januari 1972 i Finkenstein, Österrike, är en österrikisk utförsåkare.
Han tog OS-brons i herrarnas storslalom i samband med de olympiska utförstävlingarna 1994 i Lillehammer.
Han tog därefter OS-brons i herrarnas superkombination i samband med de olympiska utförstävlingarna 1998 i Nagano.